# 童年往事
《童年往事》，由侯孝賢導演，於1985年上映的臺灣電影。

## 劇情概述
故事描寫一家族的悲歡喜樂，面臨生老病死之泰然的豁達態度，透露出台灣人敦厚本質，以及對生命成長的關懷，亦屬於一個時代的特殊記憶。此電影以侯孝賢導演童年至大學聯考前之回憶自述為背景主軸，自傳性色彩強烈。主角居所主要在嘉義市嘉義舊監獄旁的宿舍區取景，從這處充滿日式風格的建築群，構築出那個年代台灣社會民眾的集體回憶。

## 拍片緣起
侯孝賢指出，此前執導《風櫃來的人》多參考自身經驗，《冬冬的假期》則多是編劇朱天文的經驗。從中也藉此了解別人的家庭、成長背景與自己的不同，也會對自己家庭了解更透徹，才決定拍自己的自傳《童年往事》。
侯孝賢說明，例如拍《冬冬的假期》就注意到朱天文外祖父的摩托車、時鐘都有40、50年，還有手搖唱片機，除了顯示前人珍惜物品，也表現出長久、穩定地生活在台灣，跟侯孝賢家庭就相當不同，因為從大陸來台的侯父以為只是短期在台灣工作、隨時要離開，「這種疑慮跟不安，你不自覺地會受到影響。」

## 人物角色
| 角色名稱                                 | 演員   | 備註                     |
| ---------------------------------------- | ------ | ------------------------ |
| 何分明                                   | 田豐   | 孝炎的父親               |
|                                          | 梅芳   | 孝炎的母親               |
|                                          | 唐如韞 | 孝炎的祖母               |
| 何蕙蘭                                   | 蕭艾   | 孝炎的大姊               |
| 何孝炎／阿孝（童年）                     |        |                          |
| 何孝炎／阿孝（青少年，就讀省立鳳中時期） | 游安順 |                          |
|                                          | 吳素瑩 |                          |
|                                          | 陳淑芳 |                          |
| 吳淑梅                                   | 辛樹芬 | 孝賢心儀的對象，雄女學生 |

## 獎項
- 第22届金馬獎 (1985年)

| 獎項         | 入圍者                   | 結果 |
| 最佳劇情片   | 中央電影事業股份有限公司 | 提名 |
| 最佳導演     | 侯孝賢                   | 提名 |
| 最佳女配角   | 唐如韞                   | 獲獎 |
| 最佳原著劇本 | 侯孝賢、朱天文           | 獲獎 |
| 最佳原著音樂 | 吳楚楚                   | 提名 |
| 最佳錄音     | 忻江盛                   | 提名 |
| 最佳攝影     | 陳懷恩                   | 提名 |

- 香港電影金像獎

「年度十大華語片」
- 亞太影展

「評審委員特別獎」
- 柏林影展

「國際影評協人聯盟特別獎」
- 都靈影展

「特別榮譽獎」
- 鹿特丹影展

「非歐美電影獎」
- 夏威夷影展

「特別獎」

## 軼事
台灣導演侯孝賢依據本身的成長記憶寫成，故此本片有很濃厚的自傳意味。侯導演原先拍攝主角高中時期的場景時曾向其母校省鳳中申請拍攝許可，但遭拒絕，故後來電影中關於省鳳中的所有校內場景皆是在其他學校校園(主要為高雄中學)所攝得。

## 備註
1. ↑  侯孝賢：台灣電影的「一個噩夢」 （页面存档备份，存于），〈人民網〉
2. ↑  香港電影票房 1986 〔華語電影〕 （页面存档备份，存于），〈香港電影票房全紀錄〉
3. ↑  包含國內得獎所頒發的獎金。
4. ↑  冰冷鐵幕新風貌　嘉義舊監人文之旅[永久]，〈中正報〉
5. ↑  嘉義舊監 （页面存档备份，存于），〈自由時報〉
6. 1 2  .   [2017-07-07]. （原始内容存档于2020-11-27）.

## 外部連結
- 開眼電影網上《童年往事》的資料（繁體中文）
- 香港影庫上《童年往事》的資料（繁體中文）
- 时光网上《童年往事》的資料（简体中文）
- 豆瓣电影上《童年往事》的資料 （简体中文）
- 爛番茄上《童年往事》的資料（英文）
- AllMovie上《童年往事》的资料（英文）
- 互联网电影数据库（IMDb）上《童年往事》的资料（英文）
- 童年往事（A Time To Live , A Time To Die），〈台灣電影資料庫〉